# Émile eller om uppfostran
Émile eller om uppfostran (fransk originaltitel Émile ou de l'éducation) är ett halvfiktivt verk författat av den franska upplysningsfilosofen Jean Jacques Rousseau och utgivet år 1762.
Rousseau försökte i och med Émile utmana den traditionella synen på barnuppfostran och utbildning. Barn sågs tidigare som små, ofärdiga vuxna i miniatyr och uppfostran och utbildning syftade till att forma barnen till avbilder av sina föräldrar. I Émile ses barndomen istället som ett oskyldigt naturtillstånd. Boken handlar om en ung man, Émile, som växer upp utan sina föräldrar och uppfostras och undervisas i stället av en privatlärare, Rousseau själv. Han blir inte uppfostrad till att ha en särskild religion, vanor eller fördomar.
Rousseau försöker visa skillnaden mellan två olika sorts uppfostran, och hur den utvecklar dess lärjungar. Den ena, traditionell uppfostran, kunde jämföras med en bonde och hans son. Sonen gör precis som han blir åtsagd av fadern, lär sig vanorna och utför dem resten av sitt liv. Helt utan att själv ställa sig någon tanke som skulle kunna utveckla sin kunskap. Den andra uppfostran gick ut på att lärjungen fick lära av naturen och kunde utveckla sitt individuella tänkande. Helt utan påtryckning av den andra något auktoritära ledarskapsstilen. Rousseau önskade således att varje människa skulle få möjligheten att bilda sin egen uppfattning.
Även synen på manlig och kvinnlig uppfostran skulle särskiljas. Mannen sågs som kvinnans överhuvud, men dock inte helt utan att vara på sin vakt. Han skulle passa sig för kvinnans lättsinne och inte låta sig luras av hennes fagra gestalt. Kvinnan i sin tur skulle inte låta sig fördummas och foga sig i allt, utan Rousseau uppmuntrade allas intelligens. Flickor skulle dock inte uppmuntras till att bli fritt tänkande varelser, utan deras lekar och sysselsättningar ska ideligen avbrytas, deras tankar ska inte få utvecklas fritt utan flickor ska bli vana att formas av andra människors önskningar. Flickors uppfostran ska syfta till att flickorna ska bli följsamma, gladlynta och anpassningsbara. Hennes vilja ska tidigt böjas efter föräldrarnas vilja såsom sedan hennes vilja ska böjas efter hennes blivande makes.
1805 trycktes en svensk översättning av Johan Wilhelm Tuderus, Carl Samuel Collnér gjorde 1808 en egen nyöversättning av boken.
En översättning av Johan Bergman utkom 1892, den senaste av C.A. Fahlstedt, bearbetad av Inga-Britt Hansson, utkom 1977–1978 i två volymer.